# ایوان چریولی
ایوان چریولی (ایتالیایی: Ivan Cerioli؛ زادهٔ ۲۶ ژانویهٔ ۱۹۷۱) دوچرخه‌سوار اهل ایتالیا است.